# Péter Csaba
Péter Csaba (Cluj-Napoca, Transilvania, 7 de noviembre de 1952) es un violinista y director de orquesta rumano de origen húngaro.
Estudió violín, composición y dirección en Cluj, y más tarde en Bucarest. Ha sido galardonado con varios premios internacionales, entre ellos el Premio Paganini en Italia. Es titular de la Cátedra de Orquesta de la Academia de Música de Lyon, así como director artístico de la Sinfónica de Besançon. Ha sido fundador de dos orquestas de cámara, Les Solistes en Lyon y los Virtuosi di Kuhmo, en Finlandia. Reside en la ciudad francesa de Lyon desde 1983.

## Trayectoria
Ha viajado por todo el mundo como violinista y director, trabajando con la Orquesta Sinfónica de Berlín, la de Cámara de Estocolmo, Sinfónica de Singapur, Sinfónica de Radio Praga, Sinfónica Nacional y de la Ópera de Lyon, Sinfónica de la Radio Húngara y Metropolitana de Lisboa, entre otras. También colabora con artistas de elite como Kristian Zimmerman, Pierre Fournier, Natalia Gutman, James Galway y Peter Frankl, por citar algunos. Sus clases magistrales gozan de gran prestigio.
Ha sido el director artístico de la edición del 2000 del Festival de Música de Kuhmo, en Finlandia, y del Festival Lapland, en Suecia.
Junto con la Orquesta de Cámara Música Vitae, Peter Csaba ha sido el iniciador y organizador del festival de música sueco EuroMusica Vitae, al que asisten como invitados los más brillantes jóvenes músicos europeos. La segunda edición del festival, en mayo del 2000, se celebró en la sala de conciertos Växjö, en Suecia. Con Musica Vitae, ha viajado por toda Europa. Ha actuado en España en diversas ocasiones especialmente en actividades relacionadas con los Encuentros internacionales de música de Santander.
Ha grabado varios discos como director y como violinista con un repertorio muy variado. Su interpretación de la "Sinfonía opus 110ª" de Shostakovich ha sido aclamada por la crítica especializada como "la mejor grabación de todas las versiones que se han editado de esta obra".